# The Shadow Box
The Shadow Box é uma peça de teatro estadunidense de 1977 escrita pelo ator Michael Cristofer. Produção da Broadway, estreou no Morosco Theatre em 31 de março de 1977 e foi adaptada num telefilme de 1980 dirigido por Paul Newman.
Venceu o Tony Award de melhor peça de teatro.